# ورزشگاه ساراواک
ورزشگاه ساراواک (انگلیسی: Sarawak Stadium) یک ورزشگاه چند منظوره در شهر کوچینگ مالزی است. در حال حاضر از این ورزشگاه بیشتر برای برگزاری مسابقات فوتبال استفاده می‌گردد. ظرفیت باشگاه بالغ بر ۴۰٬۰۰۰ نفر است.